# Вануату на Светском првенству у атлетици у дворани 2018.
Вануату је учествовао на Светском првенству у атлетици у дворани 2018. одржаном у Бирмингему од 1. до 4. марта четврти пут. Репрезентацију Вануатуа представљао је 1 такмичар који се такмичио у трци на 400 метара.,
На овом првенству такмичар Вануатуа није освојио ниједну медаљу али је оборио национални рекорд и лични рекорд.

## Учесници
Мушкарци:
- Тики Тери Маел — 400 м

## Резултати

### Мушкарци
| Атлетичар      | Дисциплина | Лични рекорд | Квалификације | Квалификације | Полуфинале           | Полуфинале           | Финале               | Финале       | Детаљи |
| Атлетичар      | Дисциплина | Лични рекорд | Резултат      | Место         | Резултат             | Место                | Резултат             | Место        | Детаљи |
| -------------- | ---------- | ------------ | ------------- | ------------- | -------------------- | -------------------- | -------------------- | ------------ | ------ |
| Тики Тери Маел | 400 м      | 50,40 о      | 49,92 НР      | 6. гр. 2      | Није се квалификовао | Није се квалификовао | Није се квалификовао | 23 / 25 (32) |        |